# Julius Keter
Julius Kipyego Keter es un destacado maratonista de Kenia. Ha ganado la Maratón de Santiago en los años 2011 y 2013, con un tiempo de 2:13:22 y 2:11:44 respectivamente.
Entre sus triunfos figuran además las victorias en la medía maratón "Carrera del Día del Padre", disputada en México, en 2010 y 2011.
En el año de 2011, logró el récord en los 21 km de la Maratón Medellín, con un tiempo de 1:02:34, tal como reposa en los registros de la IAAF.

## Palmarés
- Maratón de Santiago (2): 2011, 2013
- Carrera del Día del Padre (4): 2010, 2011, 2012 Y 2013
- Carrera 21K Coahuila (5): 2010, 2011, 2012, 2013 y 2015
- Maratón Internacional Lala (1): 2016
- Carrera 21K Guadalajara (6): 2009, 2010, 2011, 2012, 2013 y 2014
- Carrera 21K Medellín (3): 2008, 2009 Y 2011 (récord de carrera)
- Carrera 21K Nuevo Leon (1): 2013